# Hardenbergia violacea
Hardenbergia violacea es una especie de planta con flores de la familia Fabaceae originaria de Australia que se encuentra desde Queensland hasta Tasmania. Es conocida en Australia como waraburra (palabra que proviene del idioma Kattang), entre otros nombres.
Es una trepadora de hoja perenne vigorosa que crece hasta 6 metros o más, a veces como un subarbusto. Tiene flores típicas parecidas a los guisantes que suelen ser violetas, pero pueden ser blancas, rosadas o de otros colores. Las hojas son de color verde oscuro, duras y coriáceas, con venación prominente.

## Detalle de flor
H. violacea es una especie muy extendida que se encuentra en muchos hábitats. También se cultiva ampliamente como planta de jardín, y ahora hay muchos cultivares disponibles. Es resistente en áreas templadas y costeras del Reino Unido donde las temperaturas no bajan por debajo de -5 °C, pero requiere una situación protegida. Alternativamente, se puede cultivar en interiores con plena luz del día, por ejemplo, en un invernadero o invernadero sin calefacción.
H. violacea vuelve a brotar de sus raíces después de los incendios en Australia. Los primeros colonos europeos experimentaron con las raíces como sustituto de la zarzaparrilla. Puede propagarse a partir de semillas después del tratamiento previo (como la escarificación), cuando ronda los 21 °C. Las semillas son dispersadas naturalmente por las hormigas.